# 男と女4
『男と女4 -TWO HEARTS TWO VOICES-』（おとことおんな フォー）は、2013年10月23日に発売された稲垣潤一4枚目のデュエット・アルバム(CD: UICZ-4287)。

## 解説
10人の女性アーティストとのデュエットによる通算4枚目のアルバム。松任谷由実のカバーは前々々作・前々作・前作と異なる楽曲が採用されている。藤田恵美は『男と女2』以来2度目の参加。10曲目は「1ダースの言い訳」を伊集院幸希とデュエット。オリジナルカラオケCDが付いた2枚組の『男と女4 -TWO HEARTS TWO VOICES- Special Edition』が同日リリース（CD2枚組: UICZ-4288/9）。

## 収録曲
1. スローモーション　（Duet with 夏川りみ）
  - 作詞：来生えつこ　作曲：来生たかお　編曲：大坪稔明
  - オリジナルは中森明菜。1982年5月1日リリース
  - 夏川りみ by the courtesy of Victor Entertainment, Inc.
2. Mr.サマータイム　（Duet with 辛島美登里）
  - 作詞：Pierre Delanoe　作曲：Michel Fugain　日本語詞：竜真知子
  - 編曲：大坪稔明
  - オリジナルはサーカス。1978年3月25日リリース
3. September　（Duet with EPO）
  - 作詞：松本隆　作曲：林哲司　編曲：清水信之
  - オリジナルは竹内まりや。1979年8月21日リリース
  - EPO by the courtesy of WARNER MUSIC JAPAN INC.
4. グッド・バイ・マイ・ラブ　（Duet with 鈴木聖美）
  - 作詞：なかにし礼　作曲：平尾昌晃　編曲：大坪稔明
  - オリジナルはアン・ルイス。1974年4月5日リリース
5. フィーリング　（Duet with 大貫妙子）
  - 作詞：なかにし礼　作曲：モーリス・アルバート　編曲：清水信之
  - オリジナルはハイ・ファイ・セット。1976年12月1日リリース
  - 大貫妙子 by the courtesy of Sony Music Records
6. 唇よ、熱く君を語れ　（Duet with 高橋洋子）
  - 作詞：東海林良　作曲：渡辺真知子　編曲：佐藤準
  - オリジナルは渡辺真知子。1980年1月21日リリース
  - 高橋洋子 by the courtesy of スターチャイルド
7. ロックンロール・ウィドウ　（Duet with 山下久美子）
  - 作詞：阿木燿子　作曲：宇崎竜童　編曲：佐藤準
  - オリジナルは山口百恵。1980年5月21日リリース
  - 山下久美子 by the courtesy of CONTINENTAL STAR
8. ノーサイド　（Duet with 戸田恵子）
  - 作詞・作曲：松任谷由実　編曲：清水信之
  - オリジナルは松任谷由実。1984年12月1日リリース
9. 天使のウィンク　（Duet with 藤田恵美）
  - 作詞・作曲：尾崎亜美　編曲：大坪稔明
  - オリジナルは松田聖子。1985年1月30日リリース
  - 藤田恵美 by the courtesy of PONY CANYON INC.
10. 1ダースの言い訳　（Duet with 伊集院幸希）
  - 作詞：秋元康　作曲：林哲司　編曲：佐藤準
  - オリジナルは稲垣潤一。1986年2月21日リリース